# (5054) Keil
(5054) Keil es un asteroide perteneciente al cinturón de asteroides, descubierto el 12 de enero de 1986 por Edward Bowell desde la Estación Anderson Mesa (condado de Coconino, cerca de Flagstaff, Arizona, Estados Unidos).

## Designación y nombre
Designado provisionalmente como 1986 AO2. Fue nombrado Keil en honor al estadounidense Klaus Keil experto en meteoritos.

## Características orbitales
Keil está situado a una distancia media del Sol de 2,454 ua, pudiendo alejarse hasta 2,815 ua y acercarse hasta 2,093 ua. Su excentricidad es 0,146 y la inclinación orbital 7,463 grados. Emplea 1404,53 días en completar una órbita alrededor del Sol.

## Características físicas
La magnitud absoluta de Keil es 14,2. Tiene 4,379 km de diámetro y su albedo se estima en 0,231.